# 倫巴第 (葡萄酒)

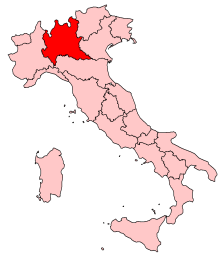
義大利北方的倫巴第地區

倫巴第葡萄酒，是意大利的一种葡萄酒，生產在意大利北方的倫巴第地區。倫巴第是意大利最重要的農業大區，以生產優質葡萄酒聞名，特別是帕維塞一帶的白葡萄酒和葡萄汽酒，帕維亞的奧爾特雷波（Oltrepò）是倫巴第最重要的葡萄酒出產地。